# Малышко, Андрей Самойлович
Андре́й Само́йлович Малы́шко (укр. Андрій Самойлович Малишко; 1 (14) ноября 1912, с. Обухов, Киевская губерния, Российская империя — 17 февраля 1970, Киев, УССР, СССР) — украинский советский поэт, переводчик, певец. Лауреат двух Сталинских премий (1947, 1951), Государственной премии СССР (1969) и Государственной премии УССР имени Тараса Шевченко (1964). Член ВКП(б) с 1943 года. Автор текста знаменитого «Киевского вальса» (1950), на который положил музыку композитор Платон Майборода («Киевский вальс» иногда путают с песней «Києве мій», написанной в 1962 году композитором Игорем Шамо на слова поэта Дмитрия Луценко). В СССР «Киевский вальс» стал неофициальным гимном Киева, а мелодия припева («…знову цвітуть каштани, хвиля дніпровська б'є, молодість мила — ти щастя моє…») была позывным сигналом Киевского радио. Классическим исполнением и аранжировкой вальса считается запись дуэта М. Шевченко и М. Фокина (куплеты мужской и женский вокалы в унисон, припевы — хор). Песня исполнялась в двух вариантах — украинском и русском (замечательный перевод с украинского выполнил известный киевский переводчик, поэт и фольклорист Григорий Литвак).
Также является автором известной песни «Пісня про рушник» («Рідна мати моя, ти ночей не доспала…»).

## Биография
Родился 1 (14) ноября 1912 года в местечке Обухов (ныне город Обухов Киевской области Украины) в многодетной семье сапожника-бедняка. В метрической книге за 1912 год есть запись: «Ноябрь. Родился — 2, крестился — 3. Имя — Андрей. Отец — крестьянин местечка Обухова Самойло Никитович Малышко и его законная жена Евгения Евстафьевна (Ивга Остаповна). Оба православные».
В первый класс Обуховской трудовой школы Андрей пошёл в 1920 году. К этому времени от старших братьев Василия и Петра он научился читать и считать.
В 1927 году Малышко окончил семилетнюю школу в Обухове и поехал в Киев поступать в медицинский техникум, но опоздал на экзамены. Учащимся этого техникума он стал в следующем году. Среди учителей Андрея были будущие заслуженные деятели науки УССР — хирург Михаил Сидорович Коломийченко и невропатолог Дмитрий Иванович Панченко. Затем А. С. Малышко бросил техникум и поступил в Киевский институт народного образования на литературный факультет, который окончил в 1932 году. В 1932—1934 годах работал учителем и зав. педагогической частью средней школы местечка Овруч Житомирской области. В 1934—1935 годах служил в РККА. В 1936—1939 годах заведовал литературным отделом газеты «Комсомолец Украины». В 1939—1941 годах работал ответственным редактором украинского журнала «Молодой большевик». С 1940 года член ЦК ЛКСМУ.
Участник Великой Отечественной войны. В 1941—1944 годах поэт служил специальным корреспондентом фронтовых газет «Красная Армия», «За честь Родины», партизанской газеты «За Советскую Украину». Получил контузию, подорвавшись на мине. Издал семь сборников поэзий, в частности «Украина моя!» (1942) — одно из самых ярких поэтических явлений в годы войны.
В 1945—1947 годах работал ответственным редактором журнала «Дніпро». С 1947 года — член редколлегии журнала «Вітчизна». Депутат Верховного совета УССР ІІІ созыва. Малышко являлся членом правления, президиума и секретариата Союза писателей УССР.
Писатель Малашкин с осуждением рассказывал о националистических выходках Малышко.

Могила Андрея Малышко на Байковом кладбище

Андрей Малышко скончался 17 февраля 1970 года в клинической больнице «Феофания». Похоронен на Байковом кладбище в Киеве.

## «Киевский вальс» (1950)
Музыка: П. Майборода, слова: А. Малышко.
(Оригинальный украинский вариант текста):
Ночі, солов'їнії ночі весняні,
Доли подніпровські наснились мені.
Знову цвітуть каштани,
Хвиля дніпровська б'є,
Молодість мила — ти щастя моє.
Далі, неозорії далі, київські сади,
Друже незабутній ти прийдеш сюди.
Знову цвітуть каштани,
Хвиля дніпровська б'є,
Молодість мила — ти щастя моє.
Стежки і доріженьки ген лягли у даль,
В парі ми любилися, серденьку жаль.
Знову цвітуть каштани,
Хвиля дніпровська б'є,
Молодість мила — ти щастя моє.
Нам би ще зустрітися в солов'їну ніч,
Теплі зорі київські сяли б довіч.
Знову цвітуть каштани,
Хвиля дніпровська б'є,
Молодість мила — ти щастя моє.
(Русский текст песни в переводе с украинского Григория Литвака):
Ночи соловьиные, вешний шум дубров,
Долы Приднепровья приснились мне вновь.
Снова цветут каштаны,
Слышится плеск Днепра,
Молодость наша, ты — счастья пора!
Льются песни юности в киевских садах.
Друг мой, ты, я знаю, вернешься сюда.
Снова цветут каштаны,
Слышится плеск Днепра,
Молодость наша, ты — счастья пора!
Стежки и дороженьки все уходят вдаль,
Нежно мы любили, и в сердце печаль.
Снова цветут каштаны,
Слышится плеск Днепра,
Молодость наша, ты — счастья пора!
Нам бы в ночь весеннюю встретиться опять,
Теплым звездам киевским — вечно сиять!
Снова цветут каштаны,
Слышится плеск Днепра,
Молодость наша, ты — счастья пора!

## Семья
Первая жена — Дарья Лившиц. Дочь — Валентина, поэтесса и переводчица.
Вторая жена — Федорова Майя Филипповна.
Третья жена — Любовь Забашта (с 1959), поэтесса. Сын — Никита.

## Творчество
В московском издательстве «Советский писатель» за период с 1943 по 1970 год издано восемь стихотворных сборников Андрея Малышко в переводе на русский язык:
- 1943 — «Украина моя!»,
- 1946 — «Лирика»,
- 1948 — «Избранное»,
- 1950 — «За синим морем»,
- 1954 — «Книга братьев»,
- 1960 — «Полдень века»,
- 1964 — «Дорога под яворами»,
- 1970 — «Август души моей».

Кроме того, в других издательствах в 50—60-х годах вышли в свет следующие книги:
- 1950 — «За синим морем». — М.: Правда
- 1951 — «Избранное», Киев
- 1951 — «За синим морем», М.: Гослитиздат
- 1959 — «Стихотворения», М.-Л.: Гослитиздат
- 1962 — «Стихи и поэмы», М.: Гослитиздат

В 1950 году в Государственном издательстве художественной литературы увидел свет сборник Андрея Малышко «Стихи и поэмы». В его в переводе на русский язык вошли стихи из книг «Родина» (1936), «Лирика» (1938), «Из книг жизни» (1938), «Рождаются сыны» (1939), «Заревые дни» (1940), «Март», «Жаворонки» (1940), «Запорожцы» (1941), «Битва» (1943), «Четыре года», «Ярославна» (1946), «Весенней весной» (1949), «За синим морем» (1949), цикл «Полководец» (1945), поэмы «Прометей» (1946), «Живая легенда» (1947), «Это было на рассвете» (1948).

## Награды и премии
- два ордена Ленина (24.11.1960; 14.11.1962)
- орден Красного Знамени (9.3.1944)
- орден Трудового Красного Знамени (28.10.1967)
- орден Красной Звезды (13.9.1943)
- орден «Знак Почёта» (5.3.1939)
- Сталинская премия второй степени (1947) — за поэму «Прометей» (1946) и сборник стихов «Лирика» (1938)
- Сталинская премия первой степени (1951) — за сборник стихов «За синим морем» (1950)
- Государственная премия СССР (1969) — за цикл стихов «Дорога под яворами» из одноимённой книги
- Государственная премия УССР имени Тараса Шевченко (1964) — за книгу лирики «Далёкие орбиты».

## Память

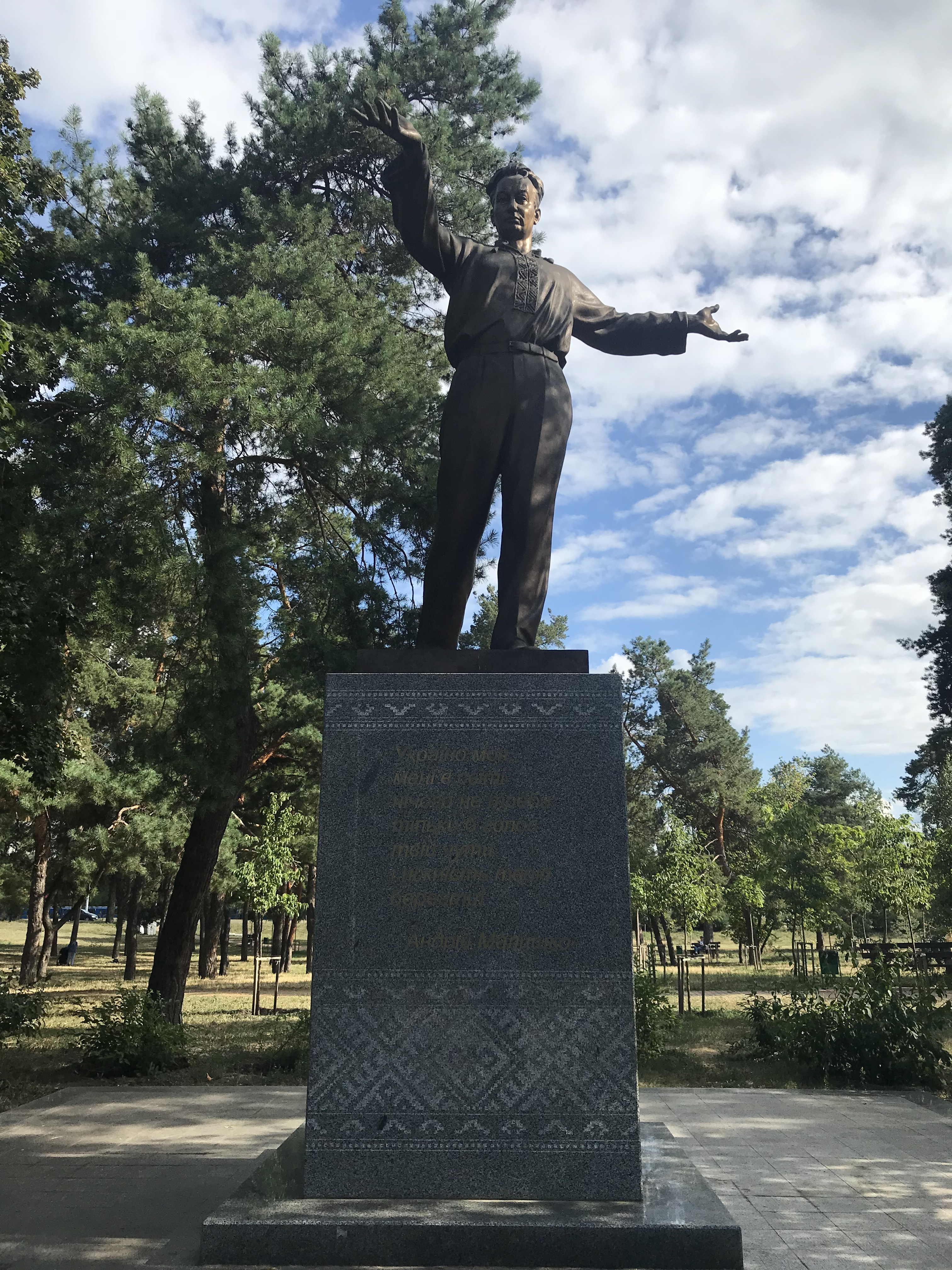
Памятник Андрею Малышко в Киеве

- Именем поэта в 1971 году названа улица в Днепровском районе города Киева. Также улицы, поименованные в честь Андрея Малышко, есть в Богуславе, Борисполе, Горловке, Донецке, Ковеле, Коломые, Коростене, Луганске, Обухове, Смеле, Тернополе.
- В 1991 году в Обухове, в доме, где родился поэт, открыт музей-усадьба Андрея Малышко.
- 31 октября 2003 года Национальный банк Украины выпустил в обращение памятную монету номиналом 2 гривны, посвящённую Андрею Малышко[11].
- 17 июня 2016 года в киевском парке по улице Малышко, 17-19 (Северо-Броварской массив) был открыт памятник Андрею Малышко (скульптор Роман Захарчук, архитектор Леонид Малый)[12].